# Podalyria microphylla
Podalyria microphylla är en ärtväxtart som beskrevs av Ernst Meyer. Podalyria microphylla ingår i släktet Podalyria och familjen ärtväxter. Inga underarter finns listade i Catalogue of Life.